# Аэгна
А́эгна (эст. Aegna, Äigna, Eigna; швед. Ulffö, Wolfsöen, нем. Wulf, Wulfsund, Wölffs Sund означают Волчий остров, русское дореволюционное название — Вульф) — остров в Финском заливе, территория Эстонии. Административно подчинён городскому муниципалитету Таллин, как микрорайон входит в состав района Кесклинн. Является единственным островом, включённым в границы Таллина.

## География
Остров Аэгна расположен в 14 км от Таллинского порта и является северо-восточной границей Таллинского залива. Площадь — 3,01 км². Плотность населения на 1 января 2023 года — 7,31 чел/км².

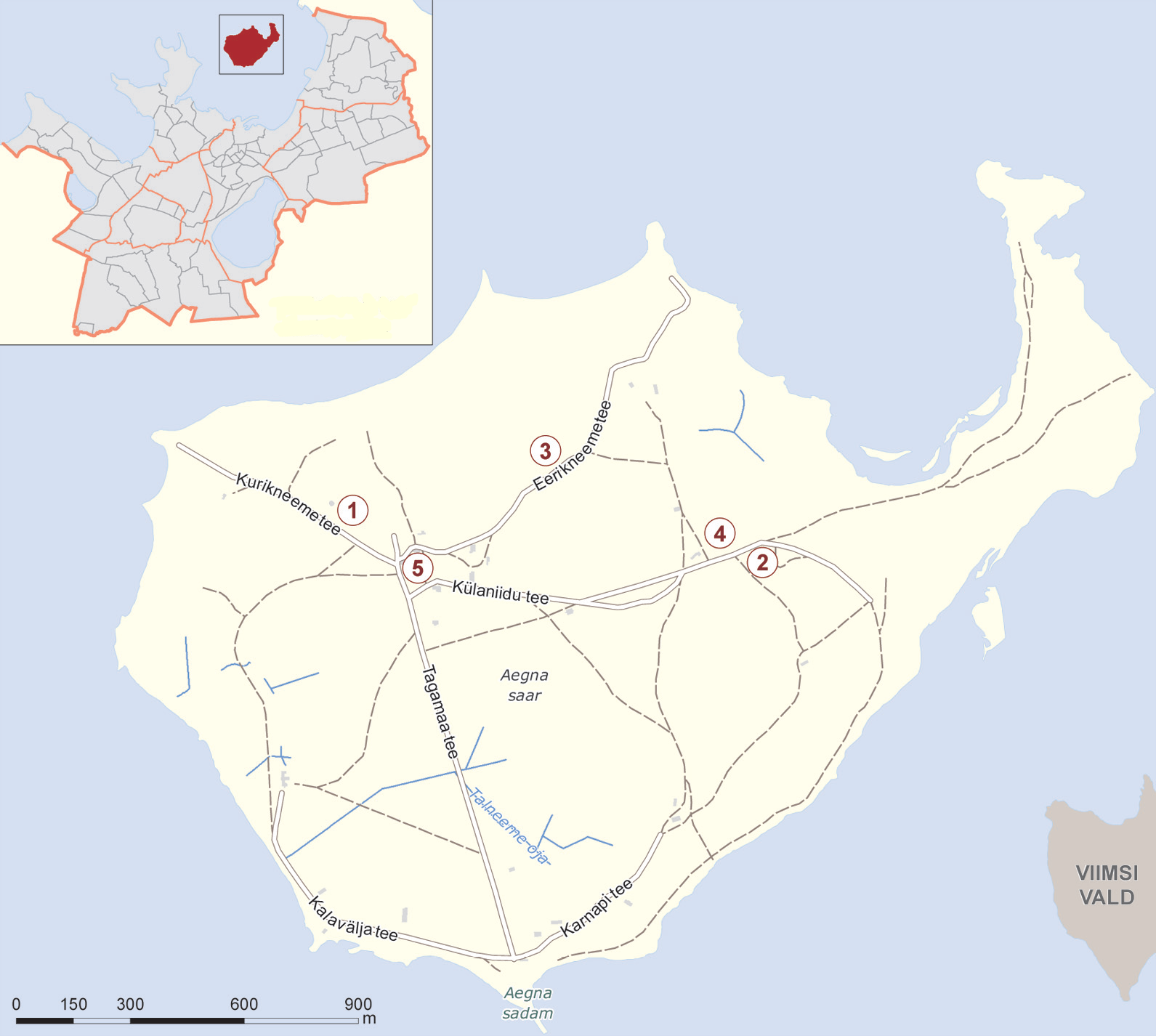
Карта микрорайона Аэгна

На северо-востоке острова находится узкий полуостров, который заканчивается мысом Леммик (Lemmikneem), северная оконечность острова носит название Ээрик (Eerikneem), между ними находится залив. На западном берегу острова находится мыс Курик (Kurikneem), на южном — мыс Тал (Talneem), где расположен яхтенный причал.
На расстоянии 3,5 км к западу от острова проходит морской путь сообщения Таллин—Хельсинки.

## Улицы микрорайона Аэгна
По территории Аэгна пролегают улицы Ээрикнеэме (Eerikneeme tee), Калавялья (Kalavälja tee), Карнапи (Karnapi tee), Курикнеэме (Kurikneeme tee), Кюланийду (Külaniidu tee) и Тагамаа (Tagamaa tee).

## Население
| Численность населения Аэгна на 1 января по данным Регистра народонаселения | Численность населения Аэгна на 1 января по данным Регистра народонаселения | Численность населения Аэгна на 1 января по данным Регистра народонаселения | Численность населения Аэгна на 1 января по данным Регистра народонаселения | Численность населения Аэгна на 1 января по данным Регистра народонаселения | Численность населения Аэгна на 1 января по данным Регистра народонаселения | Численность населения Аэгна на 1 января по данным Регистра народонаселения | Численность населения Аэгна на 1 января по данным Регистра народонаселения | Численность населения Аэгна на 1 января по данным Регистра народонаселения | Численность населения Аэгна на 1 января по данным Регистра народонаселения | Численность населения Аэгна на 1 января по данным Регистра народонаселения | Численность населения Аэгна на 1 января по данным Регистра народонаселения | Численность населения Аэгна на 1 января по данным Регистра народонаселения | Численность населения Аэгна на 1 января по данным Регистра народонаселения | Численность населения Аэгна на 1 января по данным Регистра народонаселения |
| 2008                                                                       | 2010                                                                       | 2011                                                                       | 2012                                                                       | 2013                                                                       | 2014                                                                       | 2015                                                                       | 2016                                                                       | 2017                                                                       | 2018                                                                       | 2019                                                                       | 2020                                                                       | 2021                                                                       | 2022                                                                       | 2022                                                                       |
| -------------------------------------------------------------------------- | -------------------------------------------------------------------------- | -------------------------------------------------------------------------- | -------------------------------------------------------------------------- | -------------------------------------------------------------------------- | -------------------------------------------------------------------------- | -------------------------------------------------------------------------- | -------------------------------------------------------------------------- | -------------------------------------------------------------------------- | -------------------------------------------------------------------------- | -------------------------------------------------------------------------- | -------------------------------------------------------------------------- | -------------------------------------------------------------------------- | -------------------------------------------------------------------------- | -------------------------------------------------------------------------- |
| 10                                                                         | →10                                                                        | ↘8                                                                         | ↘6                                                                         | →6                                                                         | →6                                                                         | →6                                                                         | →6                                                                         | ↗12                                                                        | ↗16                                                                        | ↘15                                                                        | ↗16                                                                        | ↘15                                                                        | ↗21                                                                        | ↗22                                                                        |

## Природа
70 % территории острова покрыто лесом, есть пляж с чистым мелким песком. Преобладают сосны и кустарники, из лиственных деревьев в большей степени представлена чёрная ольха и в меньшей степени — березняк. По данным 1994 года на Аэгна выделено 14 типов леса. Культивацией леса на острове начали заниматься с 1963 года. К 2005 году здесь было зарегистрировано 333 вида растений. На Аэгна есть ледниковые валуны (в частности, Ээрикукиви), на острове гнездуются орланы. Всё это сделало остров привлекательным для отдыха. Благодаря красивой нетронутой природе вся территория острова объявлена государственным заповедником. Центр заповедника находится в Доме природы Аэгна по адресу ул. Кюланийду, 12, где проводятся Дни природы и организуются походы по острову.

## История
Самые первые упоминания об острове Аэгна относятся к 1297 году, когда датский король Эрик Менвед запретил вырубку леса на Аэгна и Найссааре. Происхождение наименования острова связывают со словом «eik» (лошадь) из эстонско-шведского древнего диалекта, так как в средние века на острове разводили лошадей.
На острове Аэгна, а также на мысе Хундипеа (c эст.  — Волчья голова) в таллинском микрорайоне Карьямаа обнаружены древние культовые камни, что делает эти места в северной Эстонии особенными. Два эти места связывает также похожее название: в XIII веке остров Аэгна называли Хундисаар (Wluesøø , c эст. — Волчий остров) и ещё в 1920-х годах в эстонской литературе параллельно с «Аэгна» использовалось название «Вулф» (Wulf).
В средние века на острове было постоянное поселение, первые данные о котором относятся к 1577 году. По переписи крестьян 1681 года на острове было 10 хозяйств, принадлежащих эстонцам и шведам. Рыбная ловля приносила местным жителям очень малый доход, а из-за песчаной земли на острове можно было выращивать только сено.

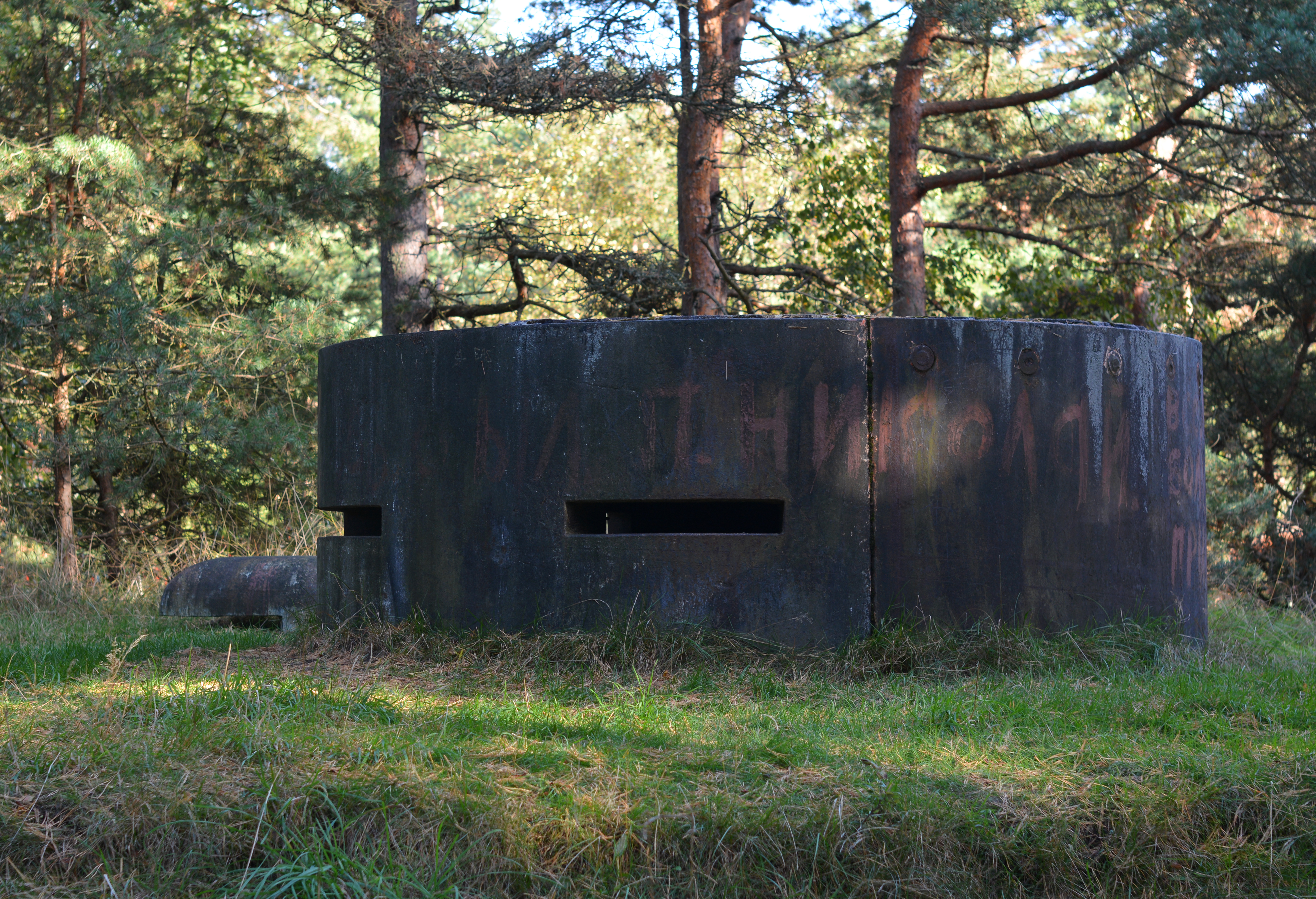
Центральный командный пункт береговой батареи Аэгна (памятник культуры 1927 года)

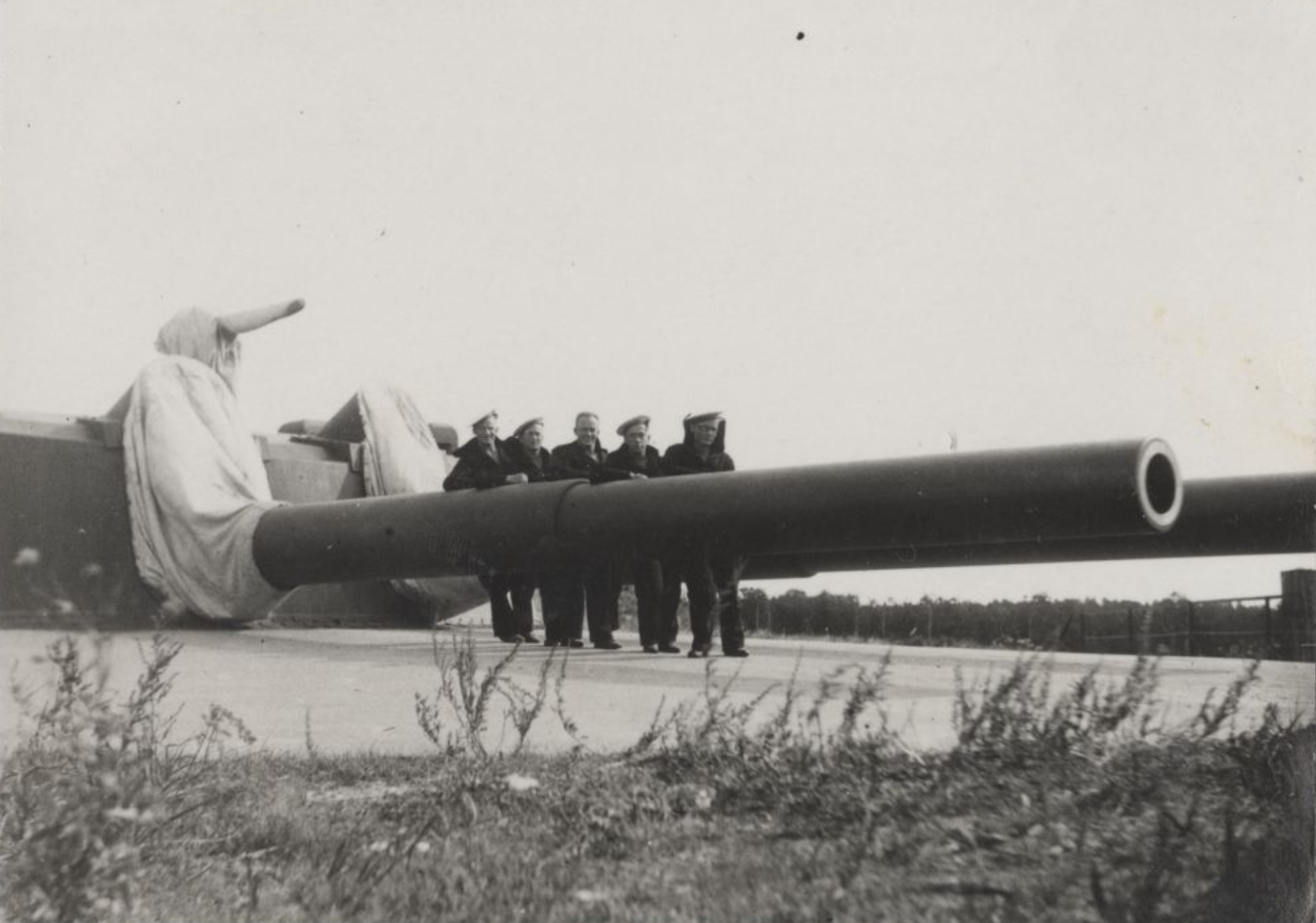
Береговая батарея Аэгна, 1934 год

В 1889 году остров Аэгна с несколькими другими островами отошёл во владение государства и в подчинение Таллина. С этого времени жизнь на острове регулировалась с принадлежащей государству мызы Виймси. В 1726 году на острове было 3 хозяйства. В 1736 году было впервые упомянуто кладбище Аэгна.
В последней четверти XIX века жизнь островитян стала понемногу улучшаться. Основной деятельностью жителей была рыбная ловля и охота на тюленей, к каждому хозяйству также прилегал небольшой участок для земледелия. В начале XX века на острове было 7 хозяйств.
Перед Первой мировой войной на острове воздвигли прибрежную защитную батарею, которая являлась частью Морской крепости Императора Петра Великого. Это бетонное сооружение было 200 метров длиной, с обеих его сторон располагались укреплённые башни с двумя 12-дюймовыми пушками.
Береговую батарею Аэгна разрушили в 1918 году отступавшие от немецких войск красноармейцы. Во время Освободительной войны этот защитный объект удалось восстановить.
В 1922 году на Аэгна основали военную комендатуру. В июне 1930 года в составе комендатуры числился 331 военнослужащий, в случае войны это количество планировалось утроить. В 1930-х годах на острове было более 150 сооружений разного размера: жилые дома, казармы, офицерское казино, штаб, электростанция, хлебозавод, библиотека, амбулатория, баня и пр. На острове действовали различные общества, несколько оркестров и театрально-спортивный кружок.
В 1941 году Красная армия вновь разрушила все прибрежные оборонительные сооружения, склады боеприпасов и часть жилых домов. В 1947 году на Аэгна разместилась часть ПВО, подчинявшаяся Дважды Краснознаменному Балтийскому флоту, где служило около 100 моряков. В 1956 году все лица, связанные с военно-морскими силами СССР, покинули остров, и на их место прибыли служащие пограничной охраны. Бывшие военные здания стали сдавать в пользование в качестве домов отдыха. Причал, построенный в начале XX века, преобразовали в гавань (ныне — порт Аэгна). В 1964 году на острове были расположены дома отдыха и дачи, принадлежавшие двадцати трём предприятиям.
В 1975 году остров Аэгна вошёл в состав Морского района Таллина. Создание таллинской межзаводской базы отдыха «Аэгна» сделало доступ на остров более открытым. Причал Аэгна был основательно реконструирован в 2006 году.
В советское время на таллинской табачной фабрике «Леэк» («Leek») выпускалась марка сигарет «Aegna».

## Инфраструктура
Остров Аэгна открыли для туристов в начале 1960-х годов. Летом частое сообщение кораблями типа «Kopliranna» позволяло посещать остров нескольким сотням человек в день
В 1990-х годах постоянное морское сообщение с островом прервалось. По заказу мэрии Таллина с весны 2001 года довольно редкие рейсы на остров стало совершать судно «Monica», которое ходило также и на Найссаар. В последующие годы шли поиски более дешёвого рейсового корабля, в результате чего на одно лето сообщение с островом было полностью прервано.
Начиная с лета 2006 года по заказу Таллинской мэрии от Пирита до Аэгна ходил принадлежащий Эстонской морской академии учебный корабль «Juku». В первые два года оператором корабля была Морская академия, в 2008—2009 годах оператором «Juku» стала компания Lindaliini AS, и он стал выходить из Батарейного порта (Patareisadam). Летом 2010 года фирмой-оператором «Juku» стала фирма «Кихну Веетеэд» (Kihnu Veeteed), и корабль выходил из порта Каласадам (Kalasadam).
В 2010 году на судне «Juku» остров посетили 6600 человек.
Причал на Аэгна расположен на берегу Талнеэме, но из-за отсутствия волноломов подходит только для краткосрочной стоянки.
На острове в 1914—1944 годах была узкоколейная железная дорога длиной 3 км. В настоящее время она частично заросла зеленью, частично разбита автомобильными колёсами. На острове имеется водоснабжение, но отсутствует центральная канализация. Остров получает электричество посредством проложенной по дну моря кабельной линии напряжением в 10 kV от подстанции, расположенной на полуострове Виймси. В 2011 году по всему острову воздушные линии электропередачи были заменены на подземные кабели.
В 2003 году обсуждался вопрос о разделении островов Аэгна и Найссаар между Таллином и волостью Виймси. В 2004 году городская управа Таллина инициировала борьбу идей по превращению острова в центр досуга. Член Таллинского горсобрания Тоомас Витсус (Toomas Vitsut) утверждал, что на Аэгна можно открыть казино, кроме того, обсуждался даже вопрос строительства моста между полуостровом Виймси и Армунеэме (прим. Армунеэме — небольшой участок земли на оконечности полуострова Виймси возле посёлка Рохунеэме, где в своё время проживал бывший президент Эстонии Леннарт Мери).
В 2006 году власти Таллина сообщили о планах превратить остров в туристический центр. Город объявил конкурс на лучший проект развлекательного центра, включающего в себя гостиницы, казино и рестораны.
97 % земли острова владеет государственное предприятие «Центр управления государственными лесами» (Riigimetsa Majandamise Keskus). Около 10,4 гекторов (3 %) принадлежит 15-ти частным собственникам. Порт занимает 1,2 гектара, дом отдыха «Флора» («Flora») — 0,8 гектара и Дом природы — 0,5 гектара.
Услуги туризма и отдыха на острове предоставляет фирма «Аэгна Рейсид» (Aegna Reisid OÜ), которая владеет кемпингом на 60 мест в рыбной деревушке Маарду (Maardu kaluriküla), а также несколькими площадками для палаток. Кемпинги частично возведены незаконно на земле, принадлежащей государству. Их ликвидации Департамент окружающей среды (Keskkonnaamet) требовал уже неоднократно. Возможность ночёвки имеется также в Доме Природы и в расположенном рядом с ним кемпинге на 89 мест.

## Галерея

Аэгна, остров и микрорайон Таллина
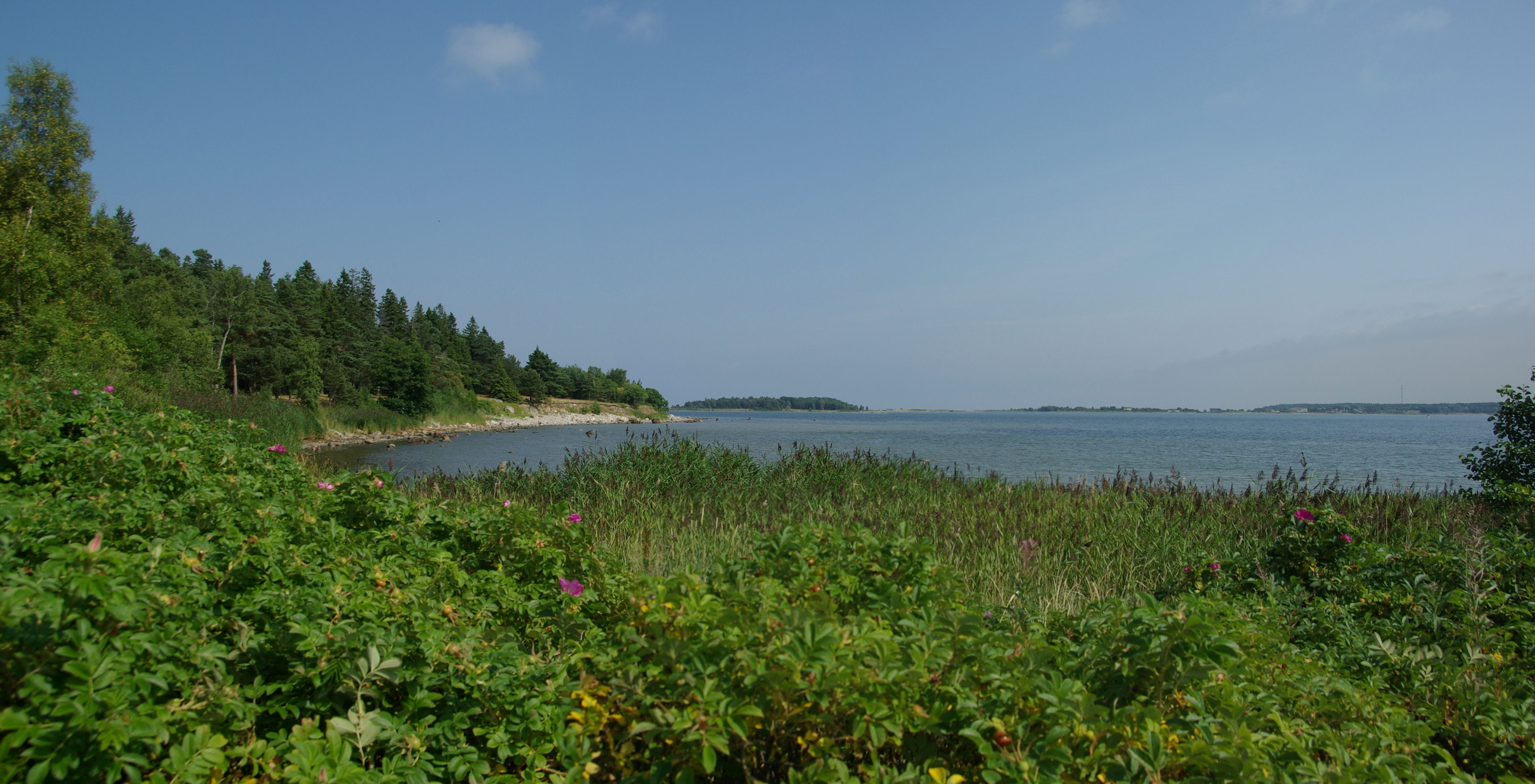
Гряда Карнапи
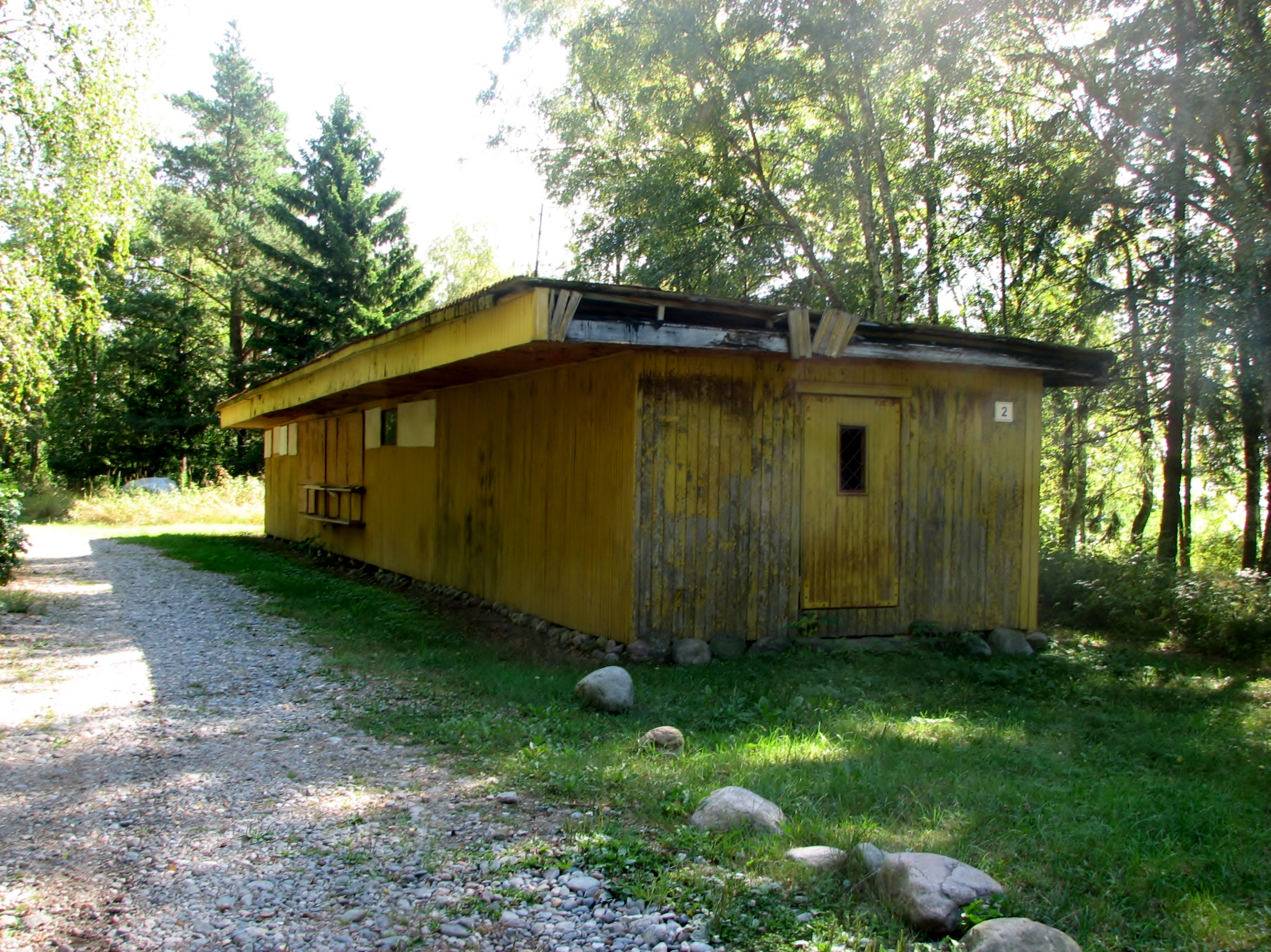
Бывший магазин
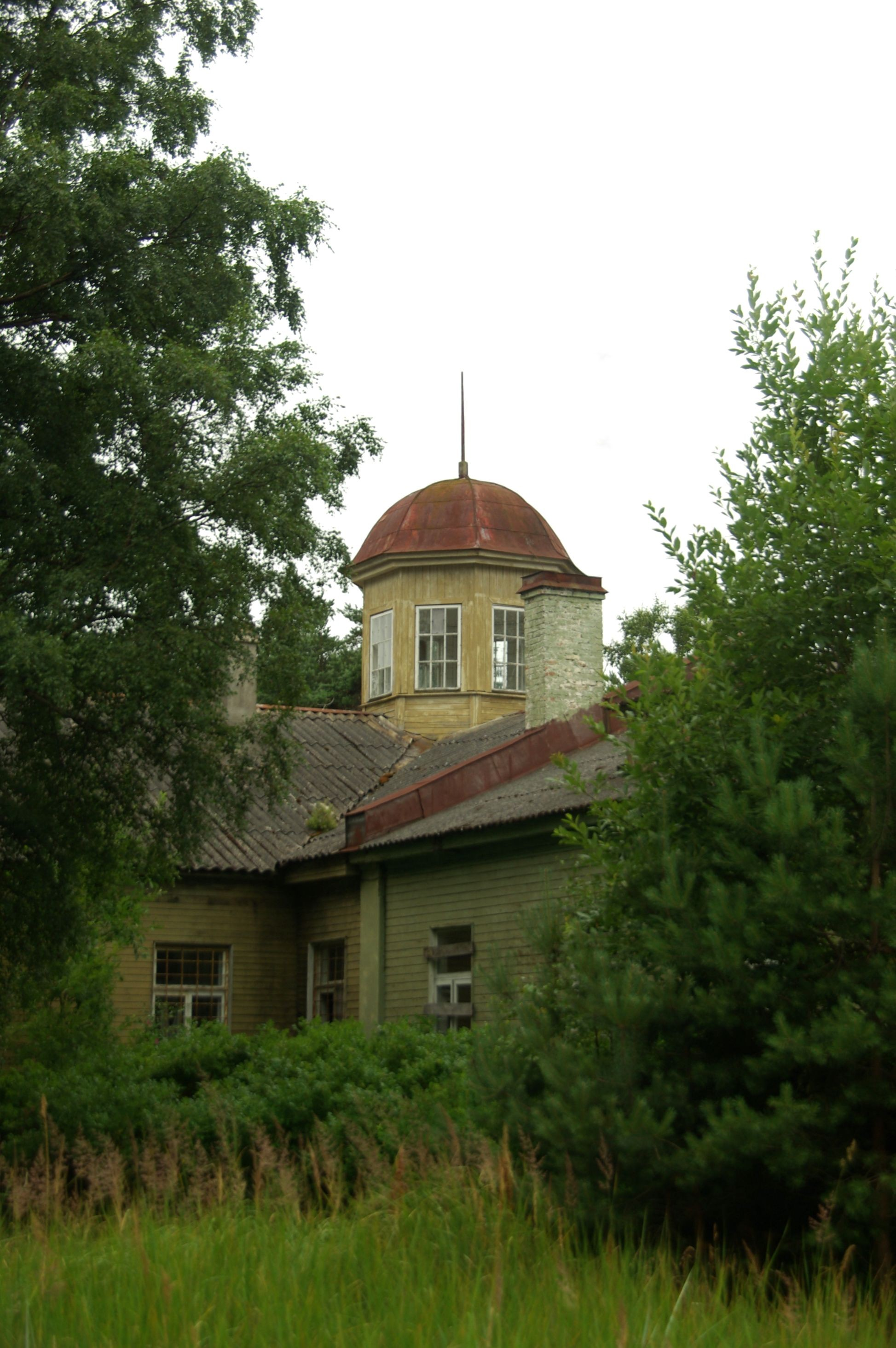
Гарнизонная столовая
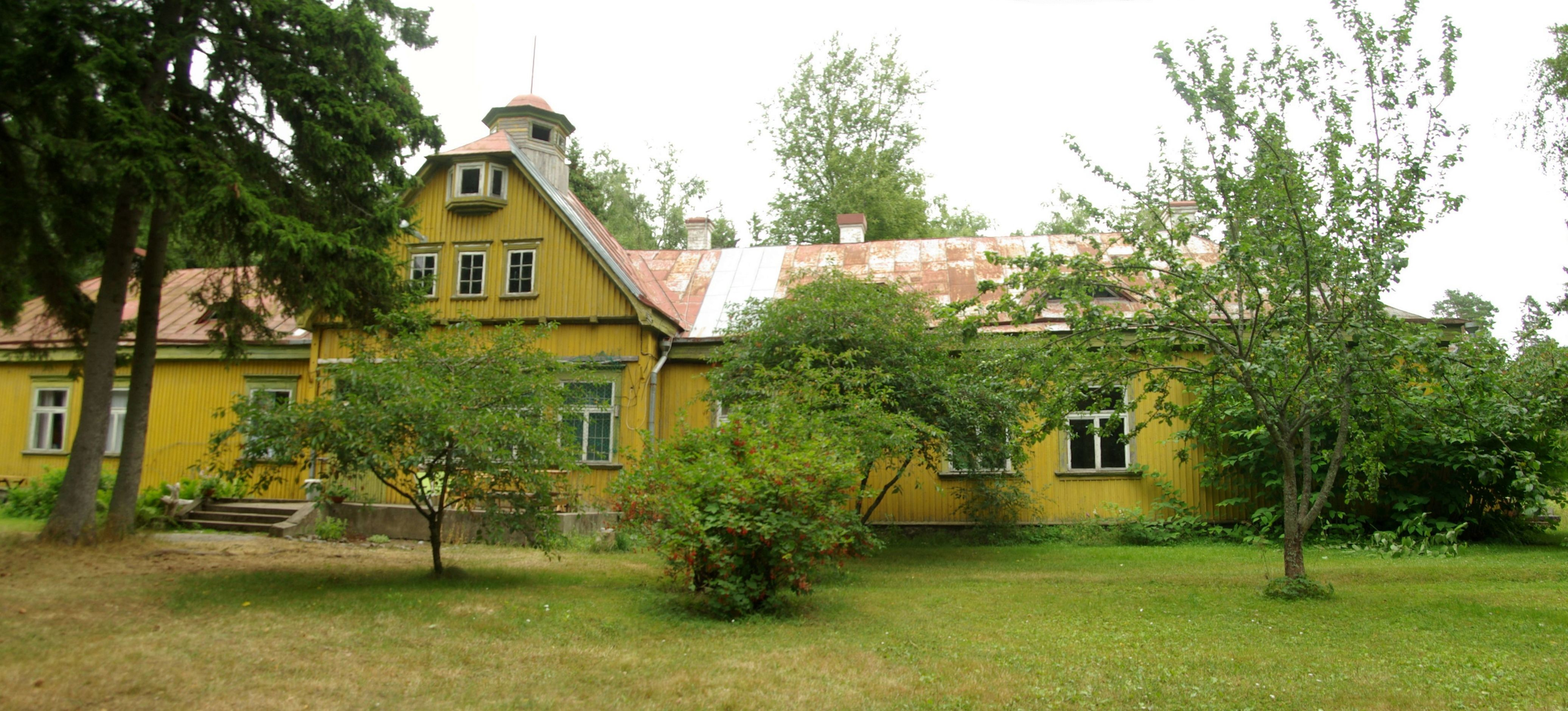
Офицерское казино (памятник культуры)
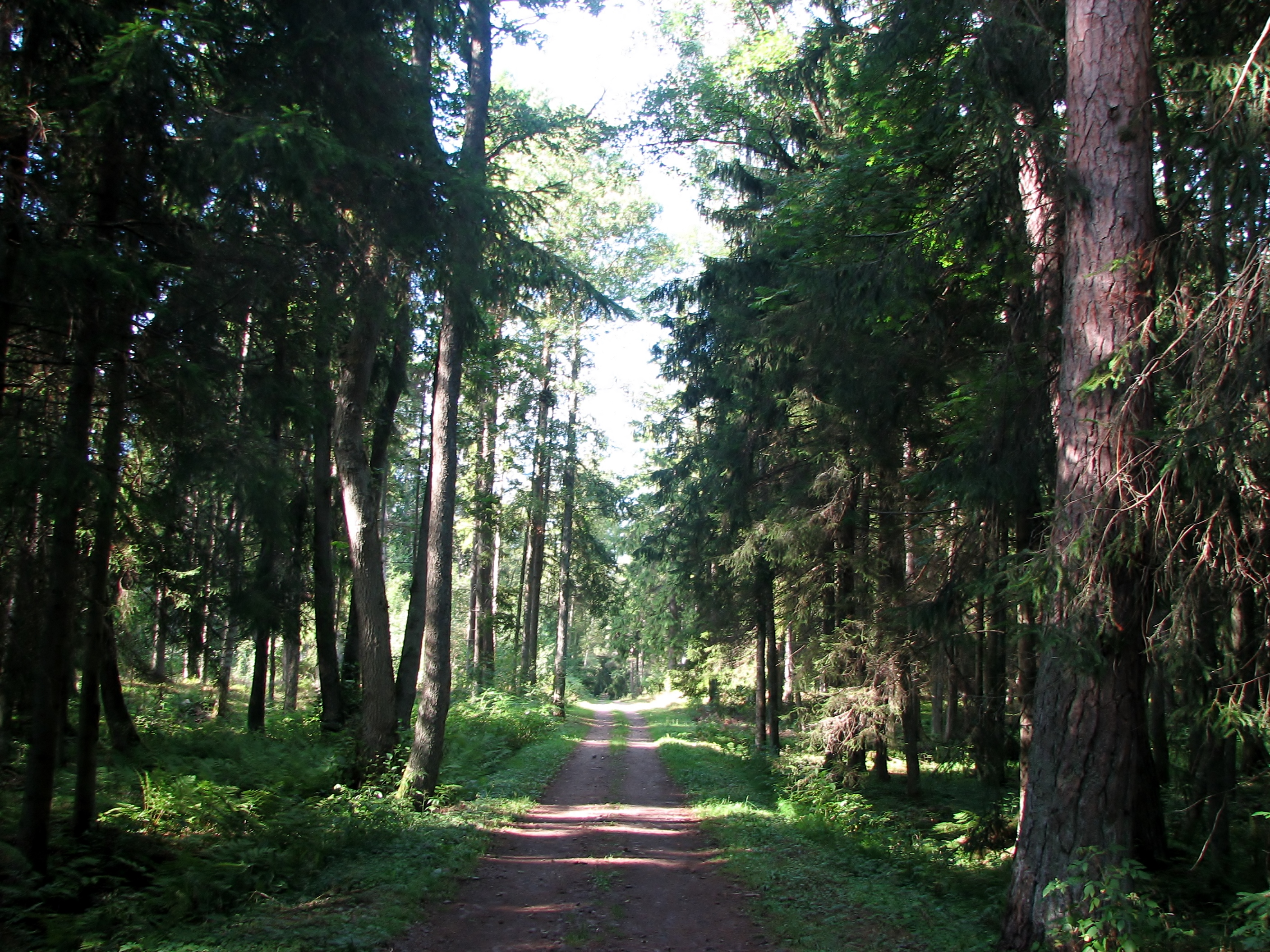
Улица Тагамаа
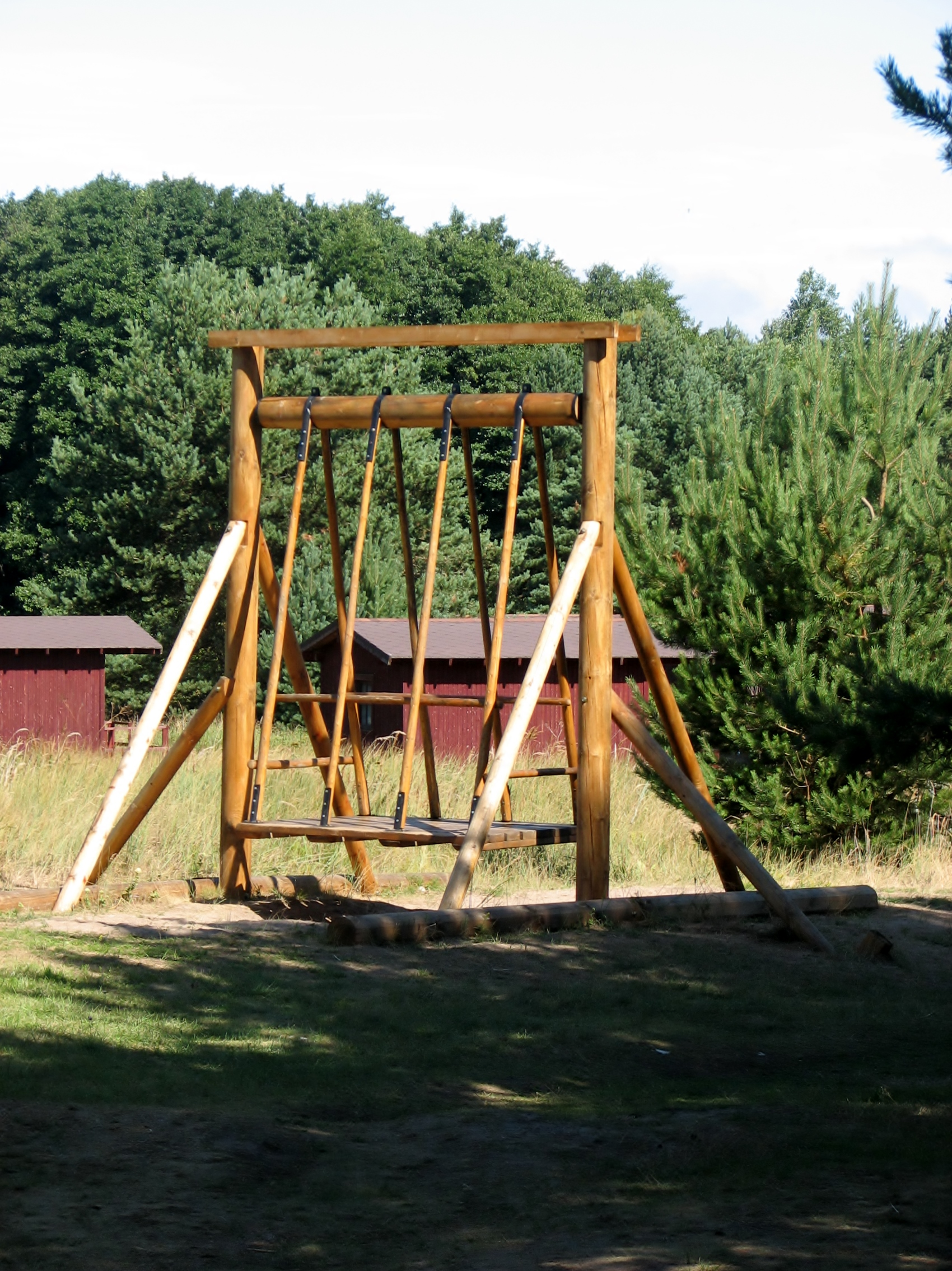
Деревенские качели
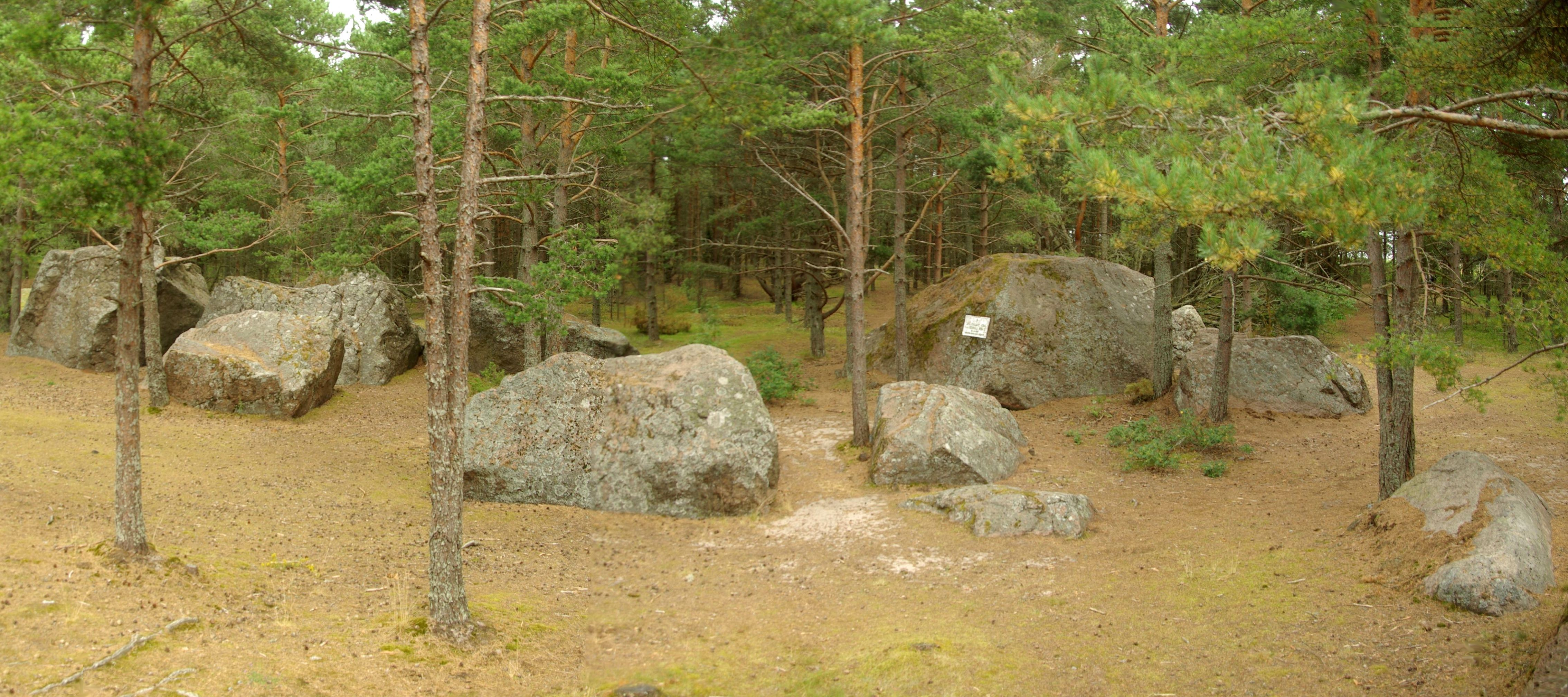
Ледниковые валуны на мысе Леммик
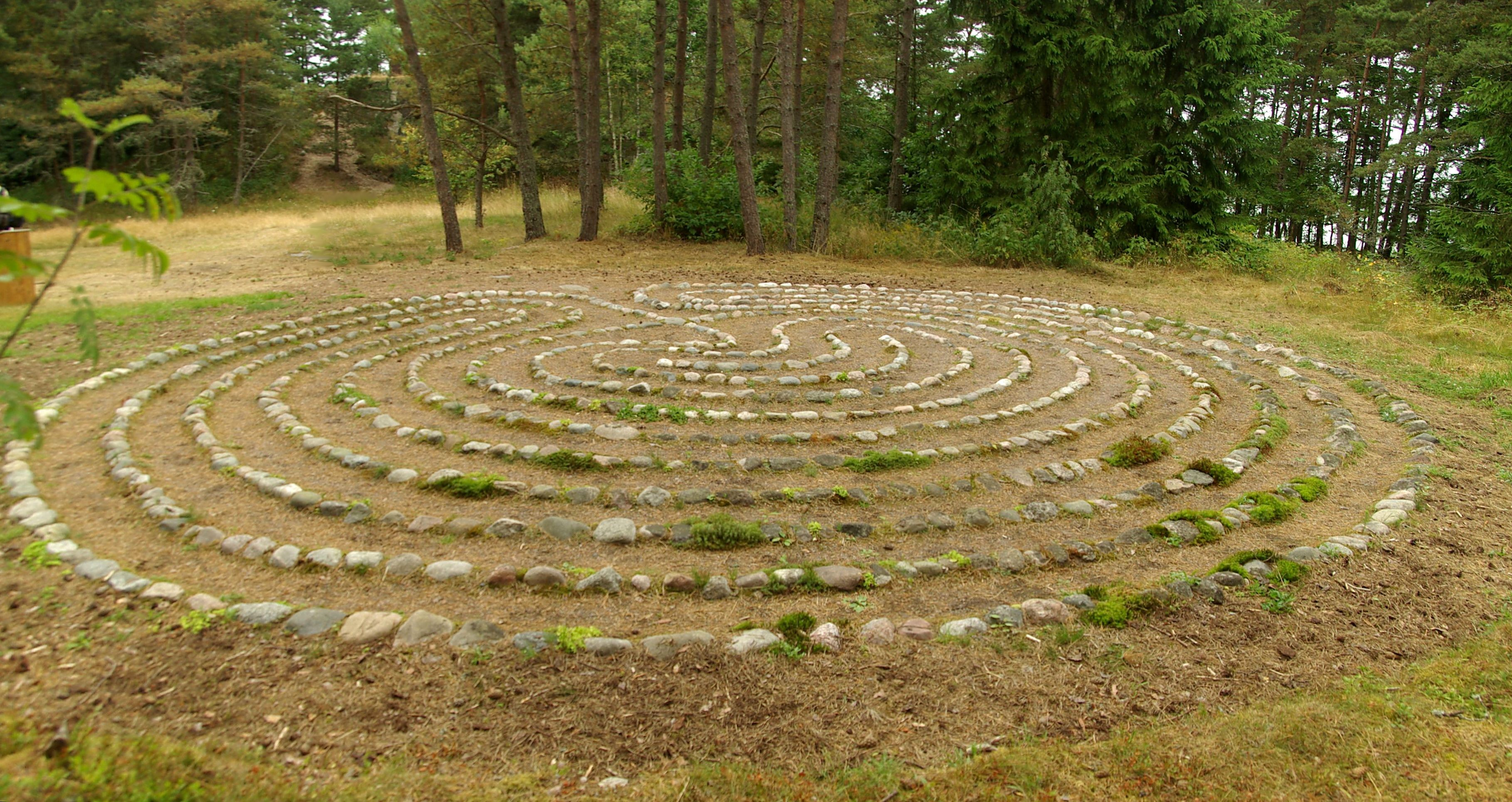
Каменный лабиринт
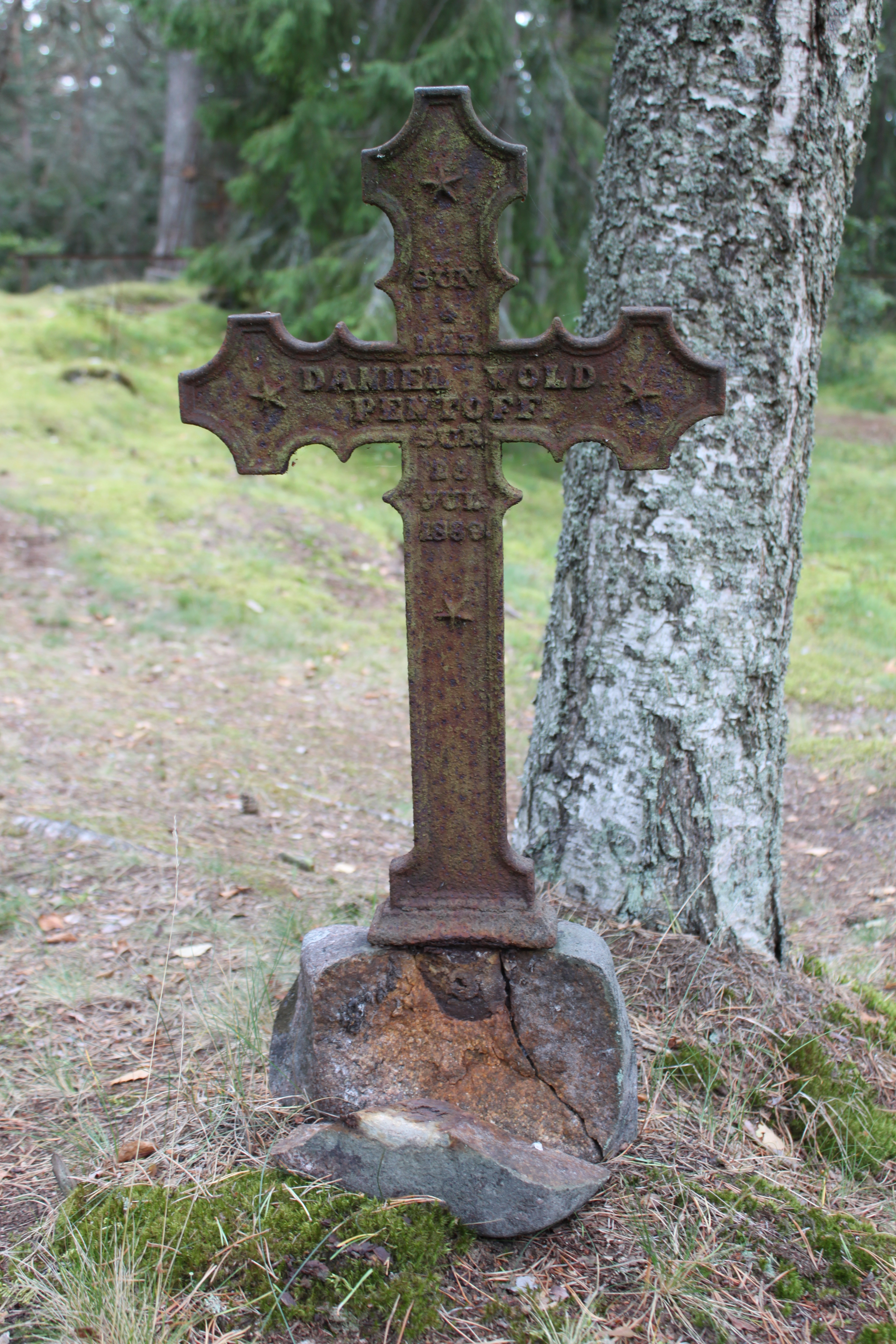
Крест на кладбище Аэгна